# Akpil
P.P.U.H. AKPIL – polski producent maszyn rolniczych, którego siedziba mieści się w Pilźnie w woj. podkarpackim.

## Historia
Firma założona została przez Kazimierza Anioła w 1975 roku. Początkowo zajmowała się produkcją wyrobów budowlanych, by w 1985 r. ze względu na coraz większy kryzys w tej branży postawić na przemysł rolniczy.
W 1992 zakupiono obiekty po Spółdzielni Kółek Rolniczych. Szybko rozwijająca się firma pod koniec lat 90. napotkała pewne trudności, które dotknęły cały przemysł rolniczy w kraju. Zakład musiał zredukować liczbę pracowników, która przedtem wynosiła 360 osób.
Obecnie firma na stałe zatrudnia 200 osób, zwiększając ich liczbę w okresie nasilenia prac sezonowych. Roczna produkcja wynosi blisko 14 tys. sztuk spośród 40 różnych typów maszyn.
Znaczna część produkowanych maszyn trafia na eksport do krajów Europy Środkowo-Wschodniej, byłego Związku Radzieckiego, Europy Zachodniej jak i USA oraz Tunezji.

## Produkty
- Kombajny ziemniaczane (Kartofel)
- Kopaczki elewatorowe (Bulwa 1, Bulwa 2)
- Agregaty uprawowe (Szwed, U-723)
- Agregaty talerzowe (Tygrys)
- Glebogryzarki (Freza, Truskawka)
- Brony
  - wirnikowe (Tornado)
  - ciągnione (Eurodisc, Aniołek, V-ka, CX)
  - półzawieszane (Piana)
  - zawieszane (Wzmocniona, V4, V2, Aniołek, X, Tygrys)
- Pługi
  - obracalne (KM 80, KM 180)
  - zagonowe (250, 300C, 300CZ, 300CZH, 350CZH, 400CZH, KMJ)
  - łąkowe (500)
- Pielniko-obsypniki (Piel)
- Pielniki aktywne (Multipiel)
- Sadzarki (Planter)
- Ścinacze zielonek (Grass)
- Przetrząsarki i zgrabiarki (Tajfun, Osa)
- Głębosze (Robo)
- Kosiarki rotacyjne (Kosa)
- Opryskiwacze (Chwast, Chwast XL)
- Rozsiewacze (Poplon, Siew)
- Dmuchawy do śniegu (Stratus 1, Stratus 2)
- Łuparki do drewna (Drwal)